# Могила на грифоните
Подмогилното гробно съоръжение при Могилата на Грифоните е открито на 19 август 1996 г. от научен екип, ръководен от доц. Георги Китов в Долината на тракийските владетели. Могилата се намира между град Шипка и село Шейново.

## Описание и особености
Могилата на грифоните е била изградена в южната периферия на вече съществуваща могила. Има куполна камера, правоъгълна предгробна камера с двускатен покрив (подобен на този в могилата Голяма Арсеналка), фланкирана от монументална фасада, към която е бил добавен голям дромос. Входът към предгробната камера е пластично оформен подобно на едикула, включващ йонийска рамка за врата и фронтон с палмети. Според наблюденията на Георги Китов има (най-малко) два етапа в използването на гробницата – маркирани от двете подови нива в главната камера и удължаването на дромоса.

## Археологическо проучване

### Датиране
Георги Китов смята, че приликите между нея и тази в Голямата Арсеналка са аргумент за сходно датиране на обектите, т.е. късния V – началото на IV век пр. Хр.

### Градеж
До откриването на подмогилното гробно съоръжение при могилата Голямата Косматка, куполната гробница при Могилата на грифоните е най-голямата, известна на траколозите куполна гробница в Тракия. Съоръжението се състои се от дромос, дълъг 8 m и широк 4,70 m. Най-забележителната характерна особеност при градежа е представителната фасада на гробницата и фалшивият релефен, неразчленен фронтон, където в средата му е моделирана палмета, а краищата са моделирани като полупалмети със заострено листо, наподобяващи глави на грифони.
Фасадата е обърната на югоизток, страничните ѝ краища са скрити от допълнително прилепени към нея стени на коридор, който е бил стеснен впоследствие от строителите на съоръжението, което е свидетелство за два строителни периода в използването на храма и продължително използване.
Входовете към помещенията са били преградени с двукрили каменни врати, отварящи се навън, фрагменти от които са открити на място. Подовете на двете помещения са били покрити с дебела варова замазка, като в първото помещение под замазката са открити части от каменна настилка. В централната камера към пода и страничните стени са монтирани големи плочи, дебели около 20 см, които са служели за сядане.
Ритуалното каменно ложе, открито в централната камера, е грижливо изпълнено – затворено отпред с вертикална плоча, върху която пластично са представени крака. Пред ложето е поставен подвижен каменен блок с профилирано лице и хоризонтална линия, боядисана в червено, който наподобява стъпало към ложето, специална седалка или маса – позната от някои изображения при старогръцката вазопис при еротични сцени и сцени с угощения.
И в двата си варианта дромосът е бил открит, като в началото му е имало козирка или навес от извити керемиди, което дава възможност да се възстанови местоположението и подреждането им. Насипът е допълнително отнет за построяване на съоръжението и след това двете камери са засипани отново.

### Находки
Във вътрешността на помещенията почти липсват археологически находки – открити са две златни мъниста и златни люспи, както и дребни късове от сребро и бронз, въз основа на които е направено датирането на съоръжението. Аналогиите с плана и изграждането на съоръжението под Голямата Арсеналка предполагат едновременното изграждане на двата храма, като усъвършенстваният градеж при Грифоните предполага едно-две десетилетия по-късно строителство.
Екипът на ТЕМП проучва и съседната на Грифоните – т.нар. Еленина могила, където е открит детски гроб. В него е открита древногръцка керамика, дървен амулет с форма на човешко тяло, глинен култов предмет и други дребни артефакти. Сред находките е и една малка дървена кутийка, съдържаща четиридесет монети от IV век пр. Хр. – това е и първото откритие на такова количество монети в един гроб в Тракия.

## Опазване, консервация и социализация
В началото на март месец 2015 г. на пресконференция кметът на Община Казанлък Галина Стоянова обявява, че е одобрен проект за социализация на подмогилните гробни съоръжения, разкрити при могилите Хелвеция и Грифоните. Партньор на общината по проекта е Историческият музей „Искра“ в гр. Казанлък.
В рамките на проекта се предвижда изграждане на приемна сграда, информационен център и паркинг, които да обслужват гробниците музеи – Хелвеция, Грифоните и Шушманец. Основните дейности по проекта са консервация, реставрация и социализация на археологическите обекти при могилите Грифоните и Хелвеция. По проект ще бъдат изградени постоянни защитни покрития и хидроизолация, поставяне на механизми за следене на температурата и влажността в помещенията, електрически инсталации и осветление около гробниците, както и монтиране на остъклени метални платформи на входа. Срокът за изпълнение на проекта е двадесет месеца, но се очаква консервационните дейности да бъдат изпълнени в по-ранен срок и съоръженията да бъдат отворени за посетители и по-рано.